# Change of Heart (John-Carroll-Lied)
Change of Heart ist ein Song von Jule Styne (Musik) und Harold Adamson (Text), der 1943 veröffentlicht wurde.
Styne und Adamson schrieben Change of Heart für den Musikfilm Hit Parade of 1943 (1943, Regie: Albert S. Rogell), mit John Carroll und Susan Hayward als Hauptdarsteller, die das Lied auch im Film vorstellen.  Change of Heart erhielt 1944 eine Oscar-Nominierung in der Kategorie Bester Song. Change of Heart verschaffte Styne die dritte Oscarnominierung.
Der Song ist weder mit dem gleichnamigen Dean-Martin-Titel aus dem Film New Faces of 1956 (Capitol 3295) noch mit André Previns Komposition (You’ve Had a) Change of Heart zu verwechseln.